# Aloinopsis
Aloinopsis is een geslacht uit de ijskruidfamilie (Aizoaceae). De soorten uit het geslacht komen voor in de Kaapprovincie in Zuid-Afrika.

## Soorten
- Aloinopsis acuta L.Bolus
- Aloinopsis loganii L.Bolus
- Aloinopsis luckhoffii (L.Bolus) L.Bolus
- Aloinopsis malherbei (L.Bolus) L.Bolus
- Aloinopsis rosulata (Kensit) Schwantes
- Aloinopsis rubrolineata (N.E.Br.) Schwantes
- Aloinopsis schooneesii L.Bolus
- Aloinopsis spathulata (Thunb.) L.Bolus

... · 
Antimima · 
Argyroderma · 
Carpobrotus · 
Disphyma · 
Dorotheanthus · 
Gibbaeum · 
Lapidaria · 
Lithops · 
Mesembryanthemum · 
Sceletium · 
Tetragonia · 
...